# Micropisthodon ochraceus
Micropisthodon ochraceus är en ormart som beskrevs av Mocquard 1894. Micropisthodon ochraceus ingår är ensam i släktet Micropisthodon. Inga underarter finns listade i Catalogue of Life.
Släktet Micropisthodon ingår enligt Catalogue of Life i familjen snokar och enligt The Reptile Database i familjen Pseudoxyrhophiidae.
Arten är med en längd mellan 75 och 150 cm en medelstor och smal orm. Den förekommer på östra Madagaskar i låglandet och i kulliga områden upp till 950 meter över havet. Micropisthodon ochraceus lever i fuktiga skogar och den klättrar i träd. Födan utgörs antagligen av grodor och ödlor. Individerna är antagligen dagaktiva. Honor lägger ägg.
Beståndet hotas av intensivt skogsbruk, av gruvdrift och av skogarnas omvandling till odlingsmark. Micropisthodon ochraceus kan i viss mån anpassa sig till förändrade skogar. Ormen har fortfarande en ganska vidsträckt utbredning. IUCN kategoriserar arten globalt som livskraftig.